# Orthocladius fusciforceps
Orthocladius fusciforceps är en tvåvingeart som först beskrevs av Jean-Jacques Kieffer 1915.  Orthocladius fusciforceps ingår i släktet Orthocladius och familjen fjädermyggor.
Artens utbredningsområde är Tyskland. Inga underarter finns listade i Catalogue of Life.